# Elvis Dumervil
Pour les articles homonymes, voir Elvis (homonymie) et Elvis.
(en) Statistiques sur pro-football-reference
Elvis Kool Dumervil, né le 19 janvier 1984, est un joueur américain de football américain qui évolue au poste de linebacker avec les 49ers de San Francisco.

## Biographie

### Enfance
Il est né à Miami, en Floride, dans une famille d'origine haïtienne issue du quartier de Little Haiti. Il commence le football américain dès le collège, et est vite repéré comme un grand espoir au poste de defensive end.

### Carrière universitaire
Il rejoint l'Université de Louisville en 2002 et commence à jouer defensive end avec les Cardinals de Louisville. Ses deux premières saisons sont assez modestes, il joue dans la rotation de l'équipe et réalise 28 tackles et 2 sacks.
Il émerge à partir de la saison 2004, où il accumule 10 sacks et 11 tackles pour une perte de yards. Durant la saison 2005, il devient l'un des meilleurs defensive end de la NCAA, battant notamment le record NCAA du nombre de sacks en un match (6) et le record NCAA du nombre de fumbles forcés et est nommé Défenseur de l'année de la Big East Conference. Il remporte cette année-là plusieurs des trophées récompensant le meilleur joueur défensif, comme le Bronco Nagurski Award ou le Ted Hendricks Award et est sélectionné de manière unanime comme All American.

### Carrière professionnelle
Malgré ses performances en 2005, il n'est pas considéré comme une priorité par les équipes de la NFL. Il est finalement drafté en 2006 à la 126e position (quatrième tour) par les Broncos de Denver.

#### Avec les Broncos de Denver
L'entraîneur des Broncos, Mike Shanahan, annonce peu après sa sélection qu'il compte le conserver au poste de defensive end. Bien qu'il ne soit pas titulaire durant sa saison de rookie, il profite du peu de temps de jeu qui lui est donné pour finir avec 17 tackles, mais surtout 8,5 sacks. Il devient titulaire à partir de la saison 2007, où il s'améliore encore en finissant avec 39 tackles, 12,5 sacks, 1 interception et 4 fumbles forcés. La saison 2008 est par contre plus décevante.
La saison 2009 voit un nouvel entraîneur, Josh McDaniels, reprendre les Broncos. Ce dernier met en place un nouveau système défensif en 3-4 (trois defensive ends, quatre linebackers) et décide de repositionner Dumervil en linebacker, tout en le conservant en defensive end lors des quelques formations en 4-3. Ce changement de poste est extrêmement bénéfique, puisqu'il termine la saison leader de la ligue en nombre de sacks (17), cumule 49 tackles et 4 fumbles forcés, finit troisième au vote du meilleur Défenseur de l'année, et reçoit 46 votes sur 50 pour être sélectionné à son premier Pro Bowl. Il est également sélectionné dans l'équipe première All Pro.
En 2010, les Broncos lui signent un nouveau contrat de six ans pour 61,5 millions de dollars. Néanmoins, il se fait une déchirure du muscle pectoral durant l'été, et rate l'ensemble de la saison 2010.
Sans atteindre les sommets de la saison 2009, il continue ses bonnes performances durant les saisons 2011 et 2012, accumulant 9,5 et 11 sacks, et étant sélectionné deux nouvelles fois au Pro Bowl. À l'issue de la saison 2012, il se met d'accord avec les Broncos pour une restructuration de son contrat. Néanmoins, son agent subit un souci de télécopieur le jour de la date butoir de la signature, et faxe l'accord sur le nouveau contrat avec six minutes de retard, six minutes entre lesquelles les Broncos ont préféré libérer Dumervil plutôt que de risquer d'avoir à lui appliquer son ancien contrat. À la suite de cette erreur notable, il se retrouve donc agent libre quand bien même les deux parties étaient favorables pour continuer leur collaboration.

#### Avec les Ravens de Baltimore
Malgré une nouvelle offre de contrat des Broncos, toutefois bien moins intéressante que celle précédant l'erreur de fax, Dumervil signe en 2013 avec les Ravens de Baltimore pour 5 ans et 35 millions de dollars. Cette première saison est plus compliquée pour lui : s'il réalise tout de même 9,5 sacks, il ne parvient pas à être le titulaire régulier des Ravens à son poste.

## Statistiques
| Année  | Équipe                 | MJ     |       | Plaquages | Plaquages | Plaquages | Plaquages |       | Interceptions | Interceptions | Interceptions | Interceptions |  | Fumbles | Fumbles |
| Année  | Équipe                 | MJ     | Total | Seul      | Ast.      | Sacks     | Nb.       | Yards | Déf.          | TD            | Nb.           | Rec.          |  |         |         |
| 2006   | Broncos de Denver      | 13     | 17    | 14        | 3         | 8,5       | -         | -     | 1             | -             | 1             | 3             |  |         |         |
| 2007   | Broncos de Denver      | 16     | 39    | 34        | 5         | 12,5      | 1         | 27    | 4             | 0             | 4             | 3             |  |         |         |
| 2008   | Broncos de Denver      | 16     | 24    | 17        | 7         | 5         | -         | -     | 0             | -             | 1             | 1             |  |         |         |
| 2009   | Broncos de Denver      | 16     | 49    | 42        | 7         | 17        | -         | -     | 3             | -             | 4             | 1             |  |         |         |
| 2011   | Broncos de Denver      | 14     | 42    | 31        | 11        | 9,5       | -         | -     | 1             | -             | 0             | 1             |  |         |         |
| 2012   | Broncos de Denver      | 16     | 54    | 32        | 22        | 11        | -         | -     | 1             | -             | 6             | 0             |  |         |         |
| 2013   | Ravens de Baltimore    | 15     | 31    | 18        | 13        | 9,5       | -         | -     | 2             | -             | 2             | 0             |  |         |         |
| 2014   | Ravens de Baltimore    | 16     | 37    | 27        | 10        | 17        | -         | -     | 1             | -             | 2             | 1             |  |         |         |
| 2015   | Ravens de Baltimore    | 16     | 48    | 29        | 19        | 6         | -         | -     | 1             | -             | 1             | 2             |  |         |         |
| 2016   | Ravens de Baltimore    | 8      | 11    | 9         | 2         | 3         | -         | -     | 0             | -             | 2             | 1             |  |         |         |
| 2017   | 49ers de San Francisco | 16     | 13    | 9         | 4         | 6,5       | -         | -     | 0             | -             | 0             | 0             |  |         |         |
| Totaux | Totaux                 | Totaux | 365   | 262       | 103       | 105,5     | 1         | 27    | 14            | 0             | 23            | 13            |  |         |         |